# صدر (لقب)

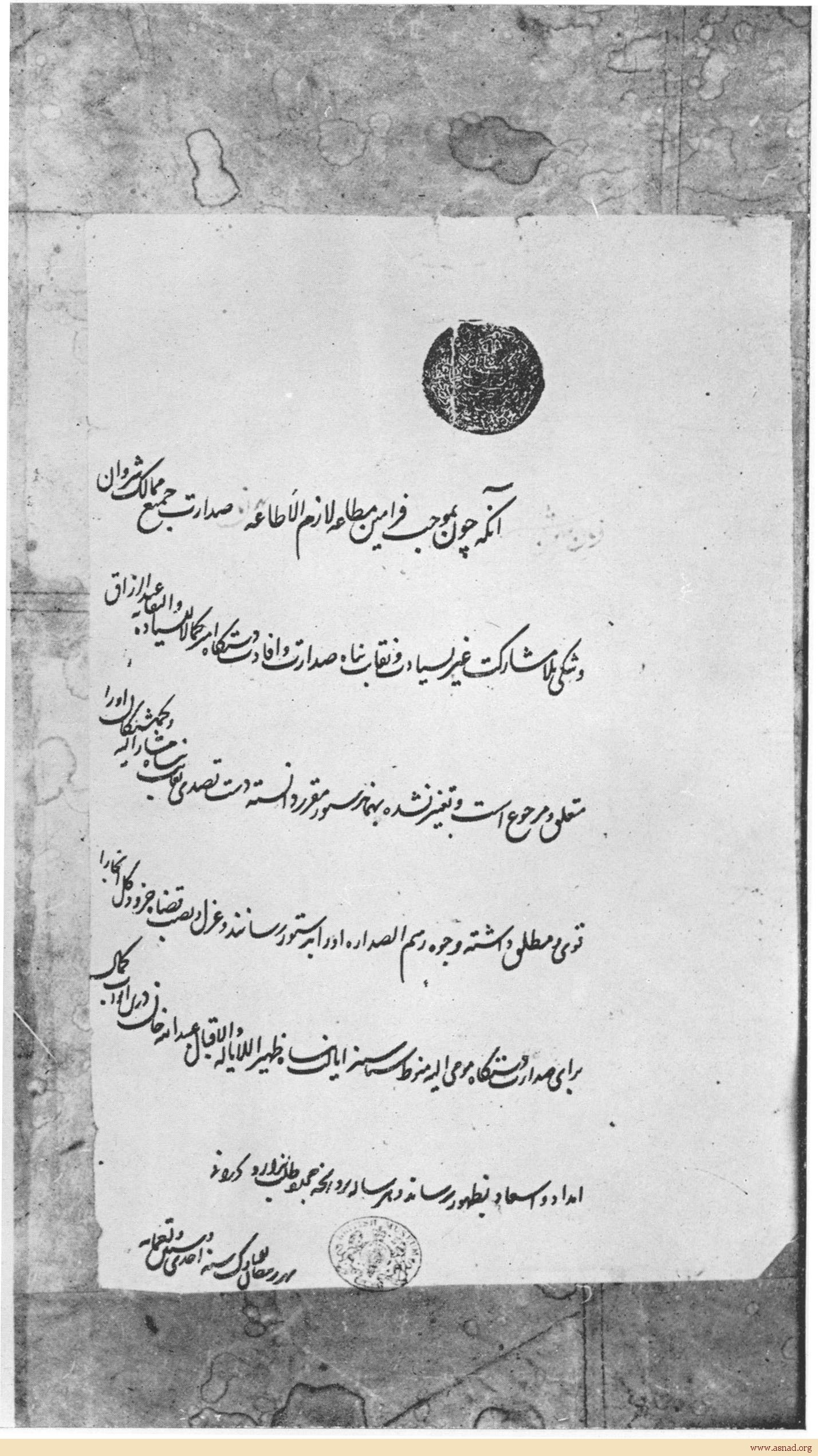
فرمان بشأن الصلاحيات الواسعة للأمير عبد الرزاق، صدر شيروان وشكي.

الصدر كان لقب يستخدم بشكل رئيسي في العالم الإيراني لتعيين شخص استثنائي، مثل عالم. كان في البداية يُستخدم كلقب شخصي لعلماء الدين الكبار في بلاد ما وراء النهر، ثم أيضًا للشخصيات الإدارية رفيعة المستوى، ومن حوالي عام 1380 حتى أواخر القرن الثامن عشر، لرئيس السلطة الدينية للأمة. ثم تم استخدامه في النهاية للشخصيات رفيعة المستوى في الدولة القاجارية بما في ذلك الصدر الأعظم.